# Lúcio Soares
Lúcio Soares (31 maggio 1934 – 15 ottobre 1974) è stato un calciatore portoghese, di ruolo difensore.

## Carriera

### Nazionale
Ha collezionato cinque presenze con la propria Nazionale.

## Statistiche

### Cronologia presenze e reti in Nazionale
| Cronologia completa delle presenze e delle reti in nazionale ― Portogallo | Cronologia completa delle presenze e delle reti in nazionale ― Portogallo | Cronologia completa delle presenze e delle reti in nazionale ― Portogallo | Cronologia completa delle presenze e delle reti in nazionale ― Portogallo | Cronologia completa delle presenze e delle reti in nazionale ― Portogallo | Cronologia completa delle presenze e delle reti in nazionale ― Portogallo | Cronologia completa delle presenze e delle reti in nazionale ― Portogallo | Cronologia completa delle presenze e delle reti in nazionale ― Portogallo |
| Data                                                                      | Città                                                                     | In casa                                                                   | Risultato                                                                 | Ospiti                                                                    | Competizione                                                              | Reti                                                                      | Note                                                                      |
| ------------------------------------------------------------------------- | ------------------------------------------------------------------------- | ------------------------------------------------------------------------- | ------------------------------------------------------------------------- | ------------------------------------------------------------------------- | ------------------------------------------------------------------------- | ------------------------------------------------------------------------- | ------------------------------------------------------------------------- |
| 27-4-1960                                                                 | Ludwigshafen am Rhein                                                     | Germania Ovest                                                            | 2 – 1                                                                     | Portogallo                                                                | Amichevole                                                                | -                                                                         |                                                                           |
| 8-10-1961                                                                 | Lussemburgo                                                               | Lussemburgo                                                               | 4 – 2                                                                     | Portogallo                                                                | Qual. Mondiali 1962                                                       | -                                                                         |                                                                           |
| 25-10-1961                                                                | Wembley                                                                   | Inghilterra                                                               | 2 – 0                                                                     | Portogallo                                                                | Qual. Mondiali 1962                                                       | -                                                                         |                                                                           |
| 6-5-1962                                                                  | San Paolo                                                                 | Brasile                                                                   | 2 – 1                                                                     | Portogallo                                                                | Amichevole                                                                | -                                                                         |                                                                           |
| 9-5-1962                                                                  | Rio de Janeiro                                                            | Brasile                                                                   | 1 – 0                                                                     | Portogallo                                                                | Amichevole                                                                | -                                                                         |                                                                           |
| Totale                                                                    |                                                                           | Presenze                                                                  | 5                                                                         |                                                                           | Reti                                                                      | 0                                                                         |                                                                           |